# Lakeside (comté de Tarrant, Texas)
Pour les articles homonymes, voir Lakeside (homonymie).
Lakeside est une ville située à l'ouest du comté de Tarrant, au Texas, aux États-Unis,.

## Démographie
Lors du recensement de 2010, la ville comptait une population de 1 307 habitants. Elle est estimée, en 2016, à 1 385 habitants.

### Source de la traduction
- (en) Cet article est partiellement ou en totalité issu de l’article de Wikipédia en anglais intitulé « Lakeside, Tarrant County, Texas » (voir la liste des auteurs).